# Église Santa Maria Maddalena (Gênes)
Pour les articles homonymes, voir Église Santa Maria Maddalena (homonymie).
L'église Santa Maria Maddalena ou église de la Maddalena, est un édifice religieux situé sur la place du même nom dans le centre historique de Gênes ; elle donne son nom au quartier de la Maddalena. L'église actuelle a été construite entre la fin du XVIe  et la première moitié du XVIIe siècle à l'emplacement d'un édifice religieux plus ancien. Elle fait partie de l'archidiocèse de Gênes.

## Histoire
Une première chapelle dédiée à Marie Madeleine, dépendant du chapitre de San Lorenzo, se trouvait avant le XIIe siècle le long de la voie romaine (aujourd'hui Via della Maddalena) ; le premier document historique remonte à un écrit de Caffaro, qui en parle à propos d'un incendie en 1140.
Une bulle pontificale de 1150 du pape Eugène III confirme sa dépendance de San Lorenzo, ce qui sera confirmé ultérieurement par des documents archiépiscopaux des XIIe et XIIIe siècles qui attribuent au chapitre cathédral le droit de nommer le prévôt et les chanoines de la Maddalena.
Avec la construction des murs dits de « Barberousse » (1155-1160), l'église fut incluse dans la zone urbaine.
En 1480, le temple devint une Commenda ; en 1572 l'église fut érigée en paroisse et confiée aux Pères Théatins, récemment arrivés à Gênes, qui s'y installèrent avec douze religieux. Cependant, trouvant l'église trop petite pour leurs besoins, ils obtinrent trois ans plus tard la permission de se déplacer dans la basilique voisine de San Siro, abandonnée par les bénédictins. Cette même année 1575, le prévôt général des Théatins céda l'église aux Pères Somaschi, à qui elle fut définitivement attribuée par une bulle du pape Grégoire XIII du 26 juin 1576. Les Somaschi, qui officient encore aujourd'hui dans l'église et qui ajoutèrent le nom de leur fondateur à sa dédicace, en prirent possession le 5 octobre 1576.

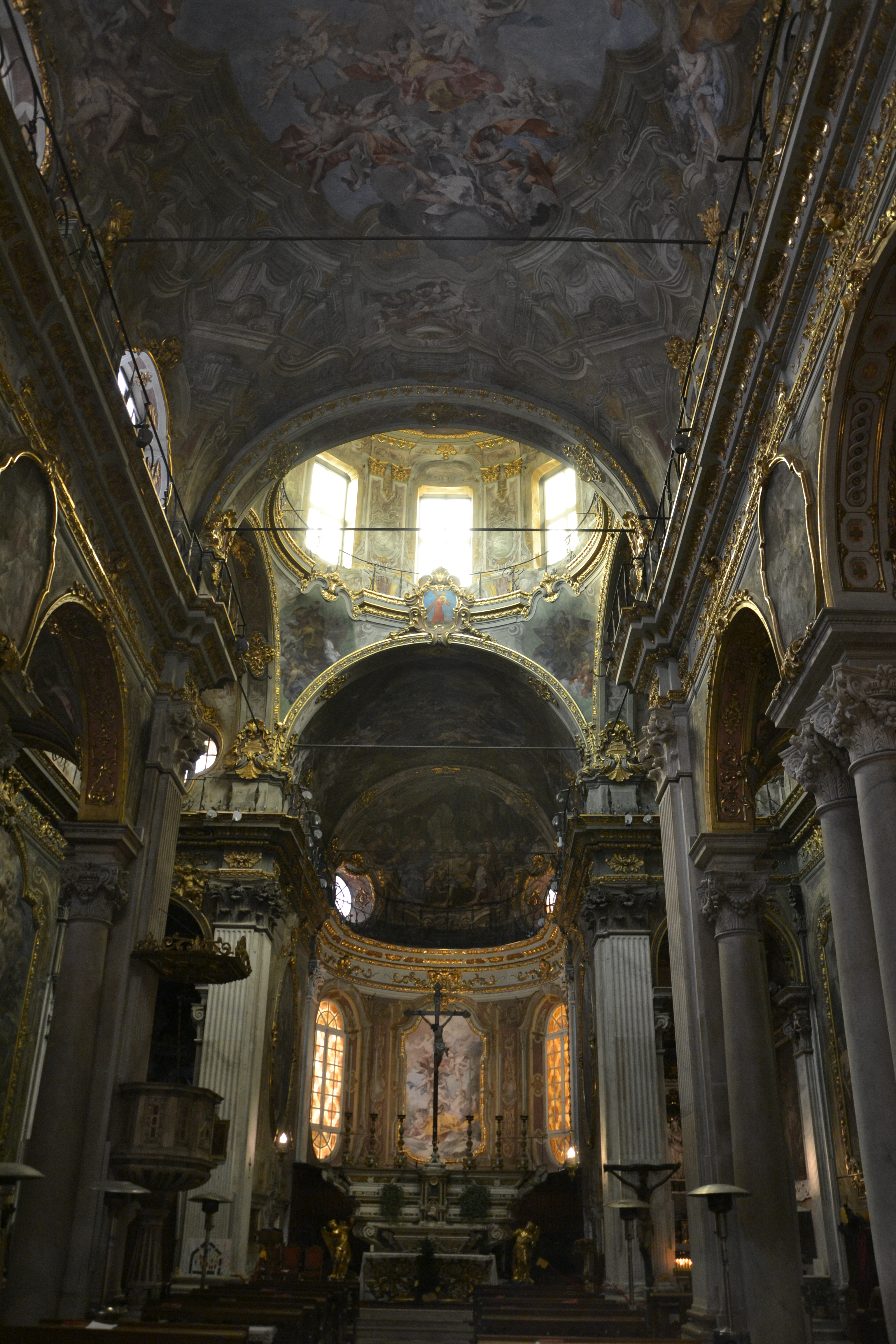
Intérieur.

Lorsque les Somaschi arrivèrent, l'église était en mauvais état et en 1577 un premier programme de travaux d'entretien et d'agrandissement fut lancé. Par la suite, les maîtres d'ouvrage s'adressèrent à Andrea Ceresola, qui dirigea personnellement le chantier, inauguré en 1585 ; l'église fut achevée en septembre 1587. Elle avait une seule nef, avec une orientation inversée par rapport à l'édifice précédent pour la rendre plus accessible depuis la Strada Nuova toute proche, qui venait d'être construite. En 1589, un portique soutenu par des colonnes de marbre est construit devant l'église ; en 1622, le collège Somaschi adjacent est également achevé.
En 1635, les Somaschi décidèrent de remodeler complètement l'intérieur, divisant le grand espace unique en trois nefs délimitées par des colonnes jumelles et avec une haute coupole placée au-dessus du transept ; les travaux, suspendus en 1646, ne reprirent qu'en 1660 et furent achevés l'année suivante. Cette transformation s'inspire du modèle adopté quelques années plus tôt pour la basilique San Siro.
Les décorations intérieures ont été réalisées à des périodes successives, principalement entre la fin du XVIIe et le milieu du  XVIIIe siècle, pour s'achever par la reconstruction de la façade en 1911.
L'église a été solennellement consacrée le 28 septembre 1755.
En 1810, les Somaschi, à la suite de la suppression napoléonienne des ordres religieux, restèrent dans l'Église comme prêtres séculiers, mais avec la chute de l'Empire français, ils revêtirent l'habit religieux.

## Description
L'église donne sur la petite Piazza della Maddalena avec un portique, reconstruit en 1911, au-dessus duquel, sur la balustrade, ont été placées cinq statues du XIVe siècle représentant la Vierge à l'Enfant et les Vertus Théologales, aujourd'hui supprimées. Dans les niches de la façade se trouvent les deux statues des saints titulaires.

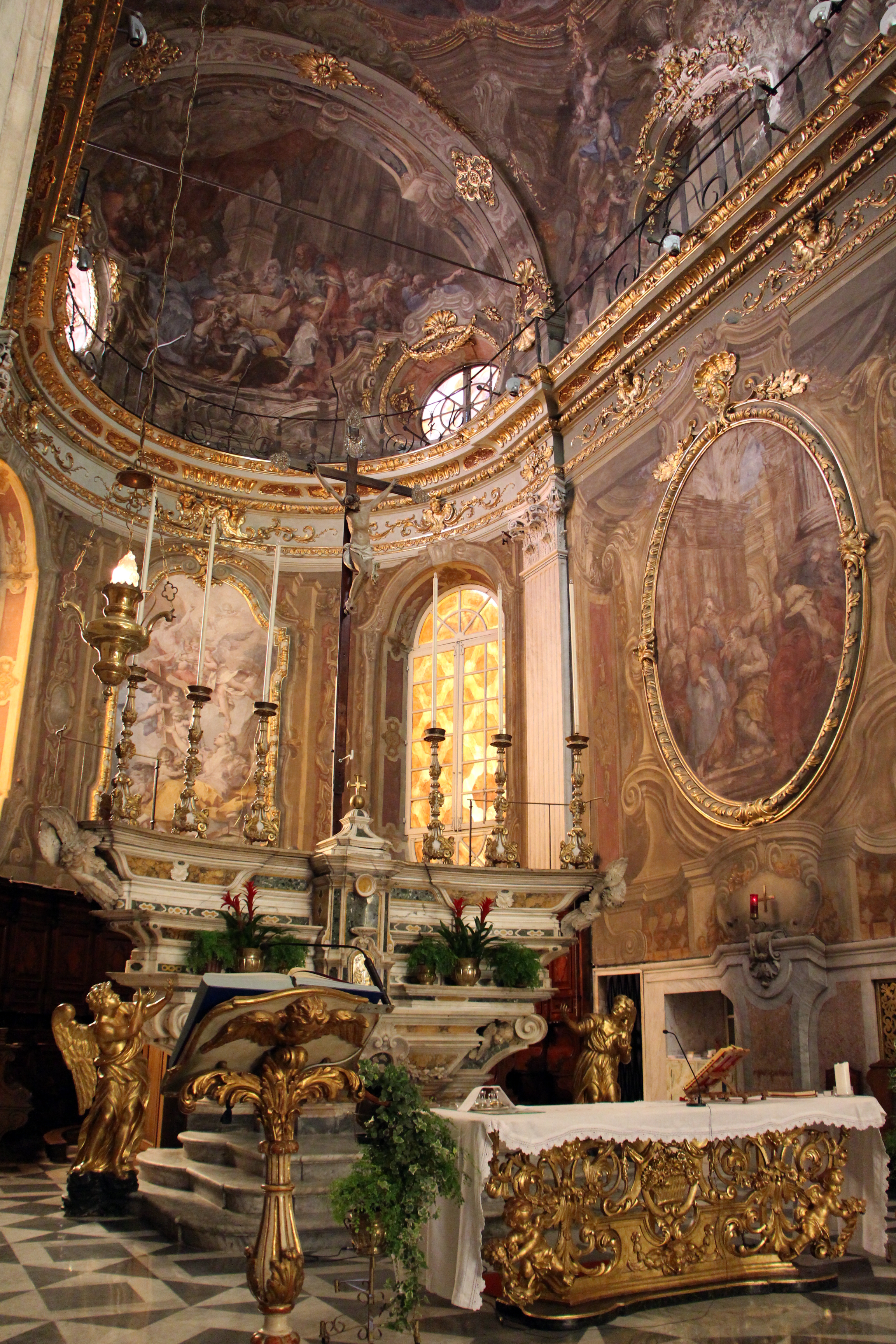
Le presbytère.

Le long des nefs latérales se trouvent trois autels et une chapelle ; les voûtes sont entièrement peintes à fresque : presque toutes les fresques, dans la nef centrale, dans la coupole (Gloire de sainte Marie Madeleine), dans le presbytère et dans l'abside, sont l'œuvre de Sebastiano Galeotti (1729), tandis que celles des murs du transept, représentant des épisodes tirés de l'hagiographie de saint Gerolamo Emiliani, ont été exécutées par Sigismondo Betti en 1737,.
D'autres fresques (toutes du XVIIIe siècle) sont de Giovanni Battista Parodi, Paolo Gerolamo Piola, Giovanni Battista Casone (Saint François de Paule), Domenico Parodi, qui en 1712 réalisa le Mariage et la Nativité de la Vierge et L'Assomption dans une chapelle de la nef droite, Giuseppe Palmieri et Giacomo Antonio Boni (Trinité et Anges),.
Parmi les nombreux tableaux conservés dans les chapelles, La Vierge à l'Enfant avec les saints 'Nicolas et Madeleine de Bernardo Castello, Madeleine pénitente de Santino Tagliafichi (1819), L'Annonciation d'Aurelio Lomi (1602), Saint Jérôme avec trois saintes religieuses du flamand Jan Howart et quelques toiles sur le thème de la Passion d'Enrico Vaymer et Giacomo Antonio Boni (1717),.
Les œuvres sculpturales comprennent le groupe en bois polychrome avec San Gerolamo Emiliani, Crucifix et Anges d'Agostino Storace (1747) et une statue du XVIIe siècle représentant la Vierge à l'Enfant attribuée à Tommaso Orsolino, également auteur de deux bas-reliefs en marbre (Crèche et Sainte Paule romaine),.